# Амовин (граф Бордо)
Амовин (Амогин или Амальвин; фр. Amauvin, Amauguin, лат. Amalvinus; умер после 906) — граф Бордо в конце IX — начале X веков.

## Биография
Происхождение Амовина в современных ему исторических источниках не упоминается. Высказывались предположения о его франкском или норманнском происхождении.
О правлении Амовина известно немного. В августе 887 года он вместе с графами Гильомом I Овернским, Эдом Тулузским и Саншем III Гасконским участвовал в церковном соборе в Бурже, на котором был осуждён архиепископ Буржа Фротарий.
Амовин был дружен с королём Астурии Альфонсо III, который в своём письме к канонникам аббатства Святого Мартина в Туре назвал Амовина «герцогом Бордо». Канонники предложили королю купить золотую корону, украшенную драгоценными камнями, на что тот охотно согласился. Его корабли прибыли в мае 906 года в Бордо, чтобы забрать корону, которую канонники доверили графу Амовину.